# Inspiration4
Inspiration4 (stylizowany jako Inspirati④n) – misja załogowego statku kosmicznego, obsługiwana przez SpaceX w imieniu dyrektora generalnego Shift4 Payments Jareda Isaacmana. Misja rozpoczęła się 16 września 2021 o godzinie 00:02:56 UTC z kompleksu startowego 39A Centrum Kosmicznego Kennedy'ego za pomocą dwukrotnie dotąd oblatanej rakiety nośnej Falcon 9, która umieściła kapsułę Dragon na niskiej orbicie okołoziemskiej, a zakończyła 18 września 2021 o godzinie 23:06:49 UTC.
Celem misji było przeprowadzenie pierwszego lotu na orbitę z udziałem astronautów-amatorów na pokładzie, w ramach działań mających na celu podniesienie świadomości i zebranie środków finansowych dla leczenia chorób nowotworowych dzieci ze Szpitala Badawczego Dziecięcego St. Jude w Memphis w stanie Tennessee. Czterech członków załogi (Hayley Arceneaux, Christopher Sembroski, Sian Proctor i sam Isaacman) spędziło trzy dni na orbicie na pokładzie Crew Dragon Resilience, który został wyposażony w specjalnie zaprojektowaną dla tego lotu panoramiczną przeźroczystą kopułę zamiast włazu dokującego. Statek osiągnął orbitę o wysokości 585 km (364 mil). Pułap ten nie został osiągnięty od czasu misji STS-125 w 2009 roku. Zakończenie misji odbyło się poprzez wodowanie załogi na akwenie Atlantyku.
Inspiration4 było pierwszym w historii astronautyki lotem orbitalnym wykonanym przez załogę złożoną wyłącznie z niezawodowych kosmonautów.

## Załoga
- Jared Isaacman (1. lot) – dowódca statku kosmicznego, pilot myśliwski[7] (USA, Shift4 Payments);
- Hayley Arceneaux (1. lot) –  lekarka ekspedycji, przedstawicielka szpitala, ozdrowieniec po chorobie nowotworowej kości[8];
- Christopher Sembroski (1. lot) – specjalista ekspedycji, weteran US Air Force[9];
- Sian Proctor (1. lot) – pilot ekspedycji, przedsiębiorca[10]

Wszyscy członkowie załogi przeszli kurs dla astronautów przeprowadzony przez SpaceX, który obejmował szkolenie z zakresu mechaniki orbitalnej, pracę w środowisku mikrograwitacji, testy obciążeniowe, szkolenie w zakresie gotowości na wypadek awarii i symulacje misji.